# 미콜라 바잔
미콜라 플라토노비치 바잔(우크라이나어: Микола Платонович Бажан; 1904년 9월 26일 ~ 1983년 11월 23일)은 소비에트 연방의 작가이자 시인이다.